# Propergol líquid
Un propergol líquid és un tipus de carburant els components del qual es presenten en forma líquida. Igual que els altres propergols, el propergol líquid és una font d'energia termoquímica que habitualment s'utilitza en determinats vehicles aeris, principalment en avions i coets, com a mitjà de propulsió. A diferència dels propergols sòlids, un cop s'ha iniciat la combustió d'aquest, el procés de reacció termoquímica es pot regular o detenir mitjançant vàlvules de regulació contra els brocs.
Els propergols líquids es classifiquen en:
- Propergols líquids mono-propel·lents. Són els que estan constituïts essencialment per mico-ergols, com ara l'òxid d'etilè ({\displaystyle {\ce {C2H4O}}}), o com el nitrometà ({\displaystyle {\ce {CH3NO2}}}).
- Propergols líquids bi-propel·lents. Són els que estan constituïts per un oxidant com per exemple l'oxigen líquid, i un combustible com ara l'hidrogen líquid o també conegut com a hidrogen metàl·lic.